# 有章院霊廟

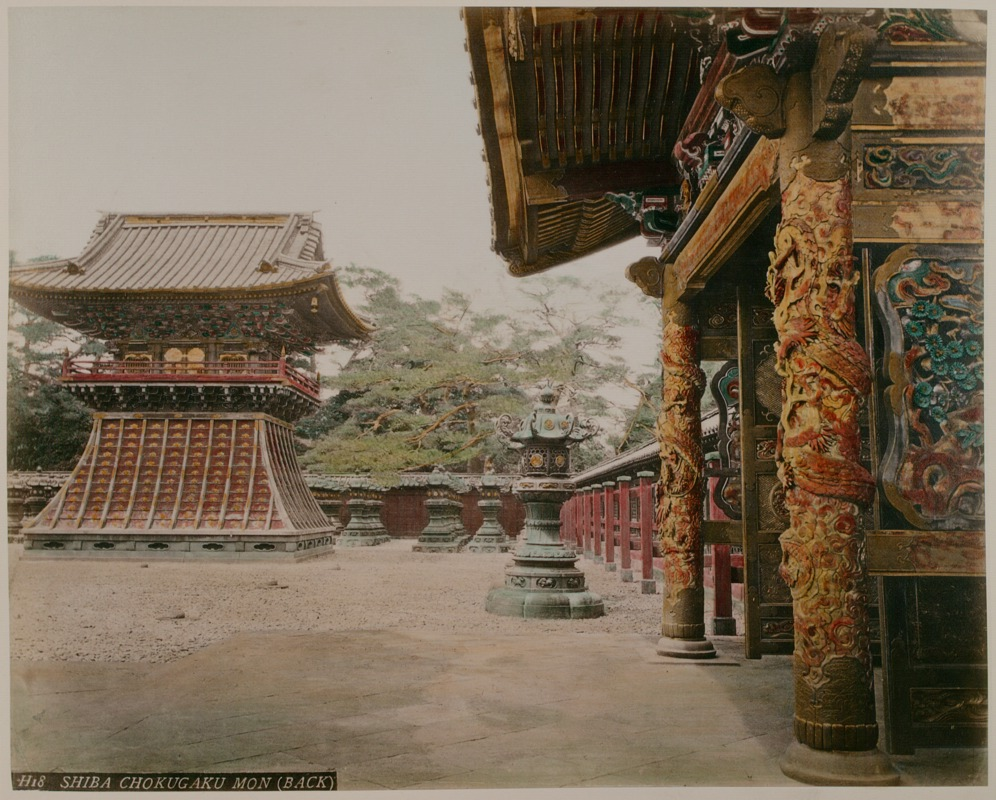
焼失前の有章院霊廟鐘楼（左）・勅額門（右）

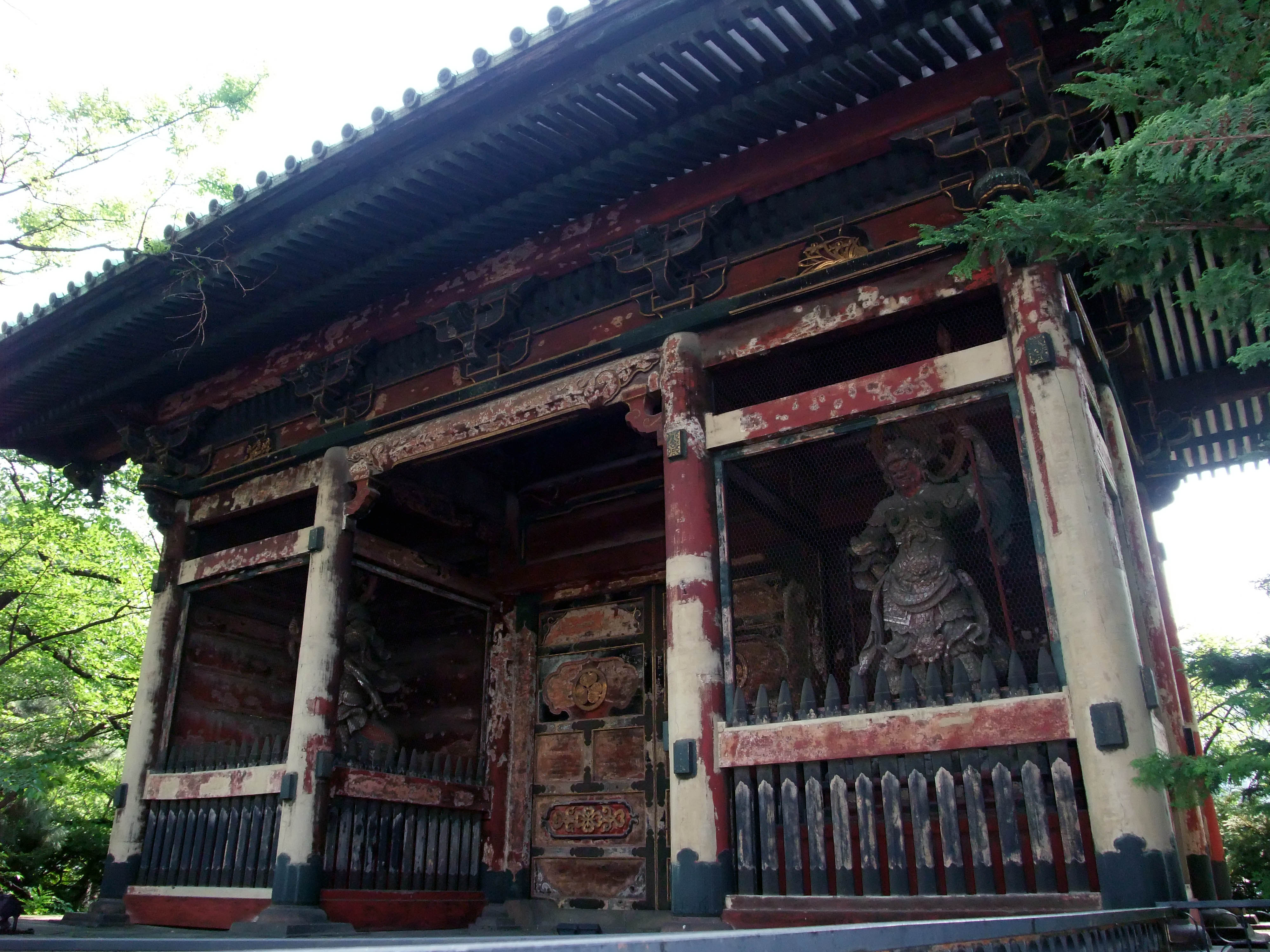
二天門（現存）

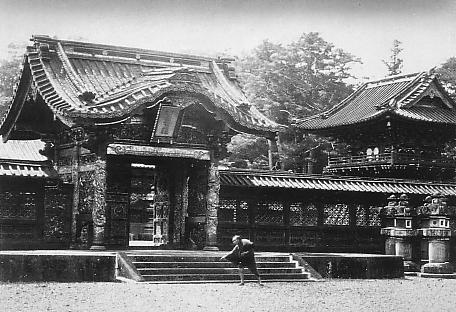
勅額門・外透塀・鐘楼（各焼失）

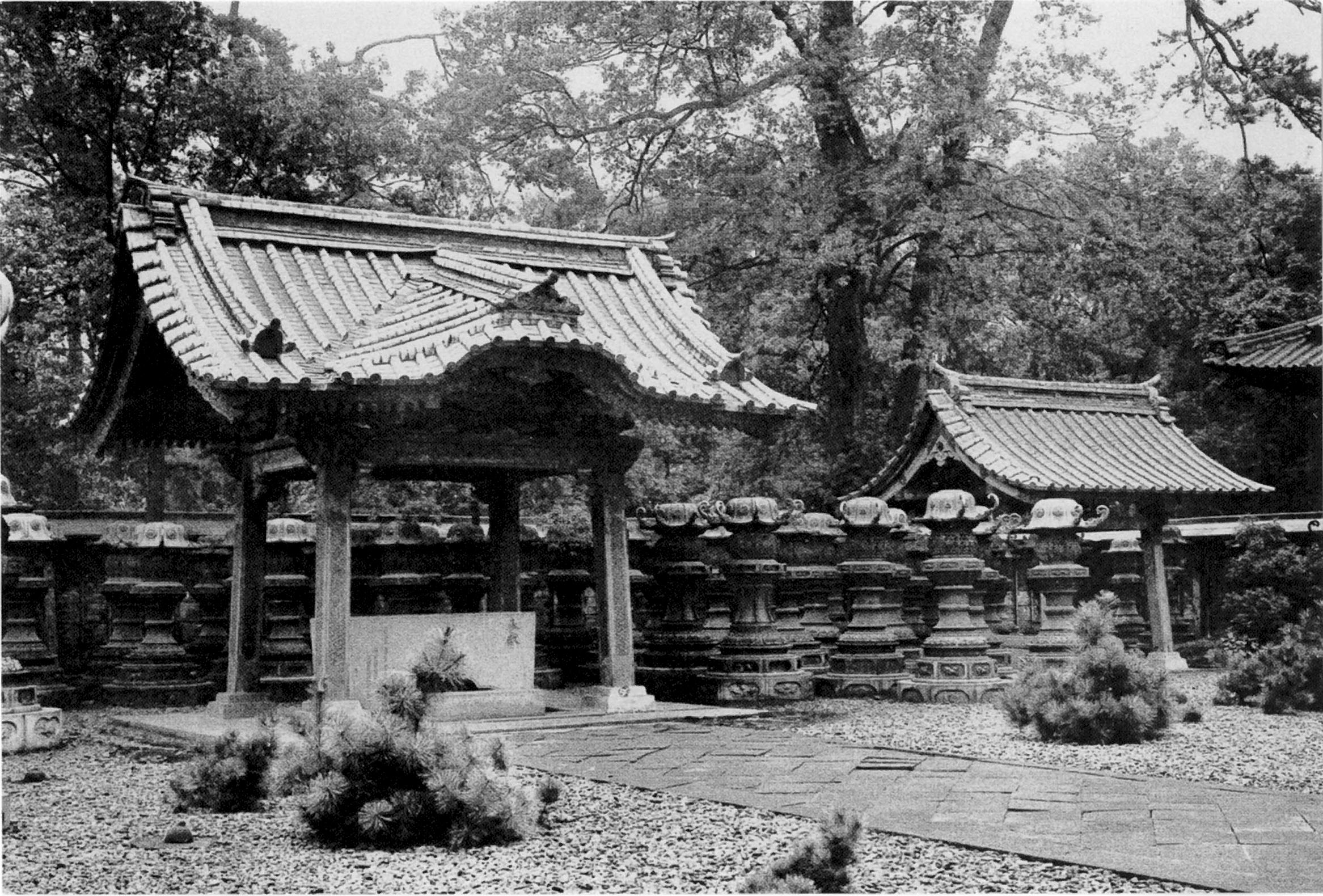
水盤舎（左）及び井戸屋形（ともに焼失）

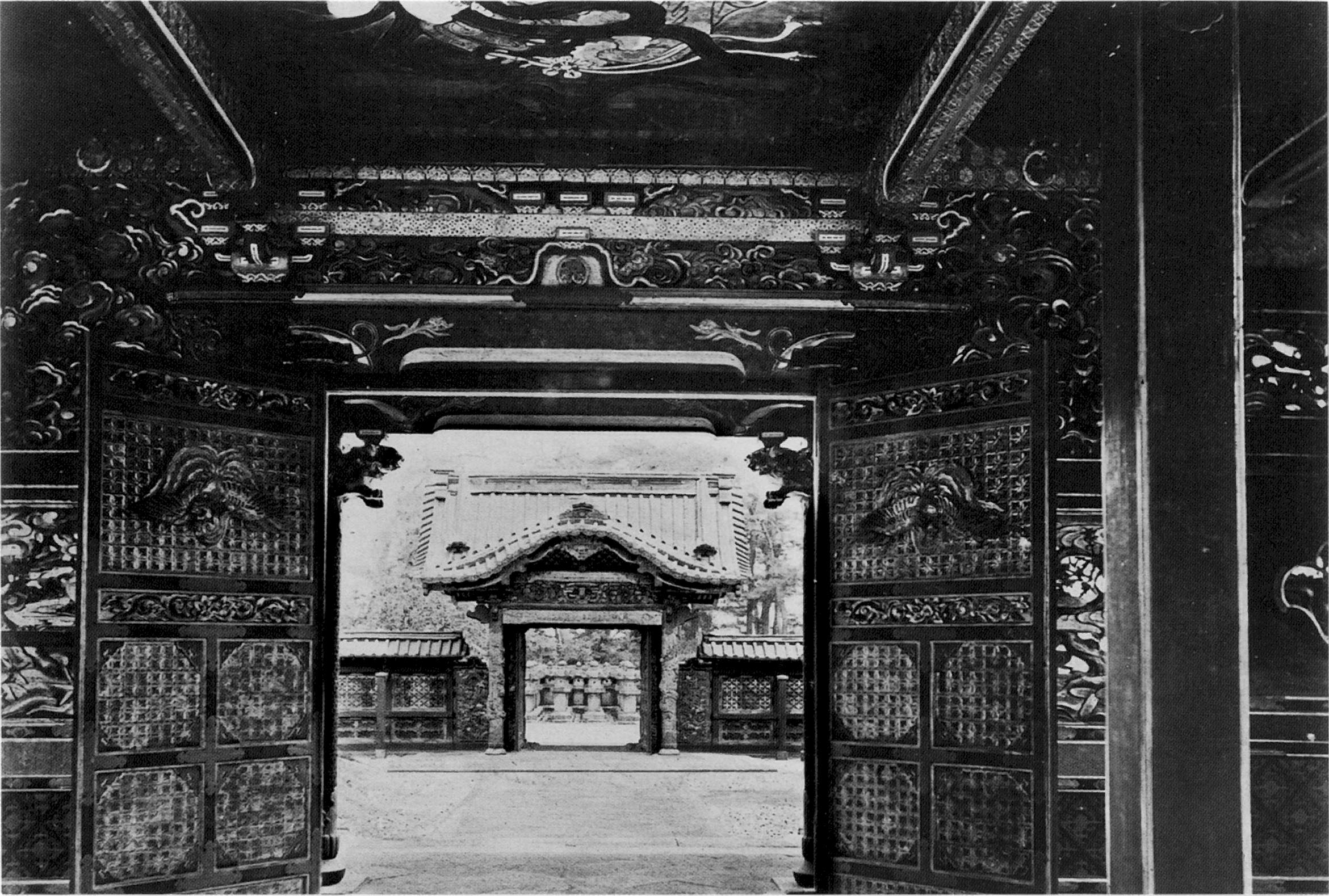
中門から勅額門を望む（ともに焼失）

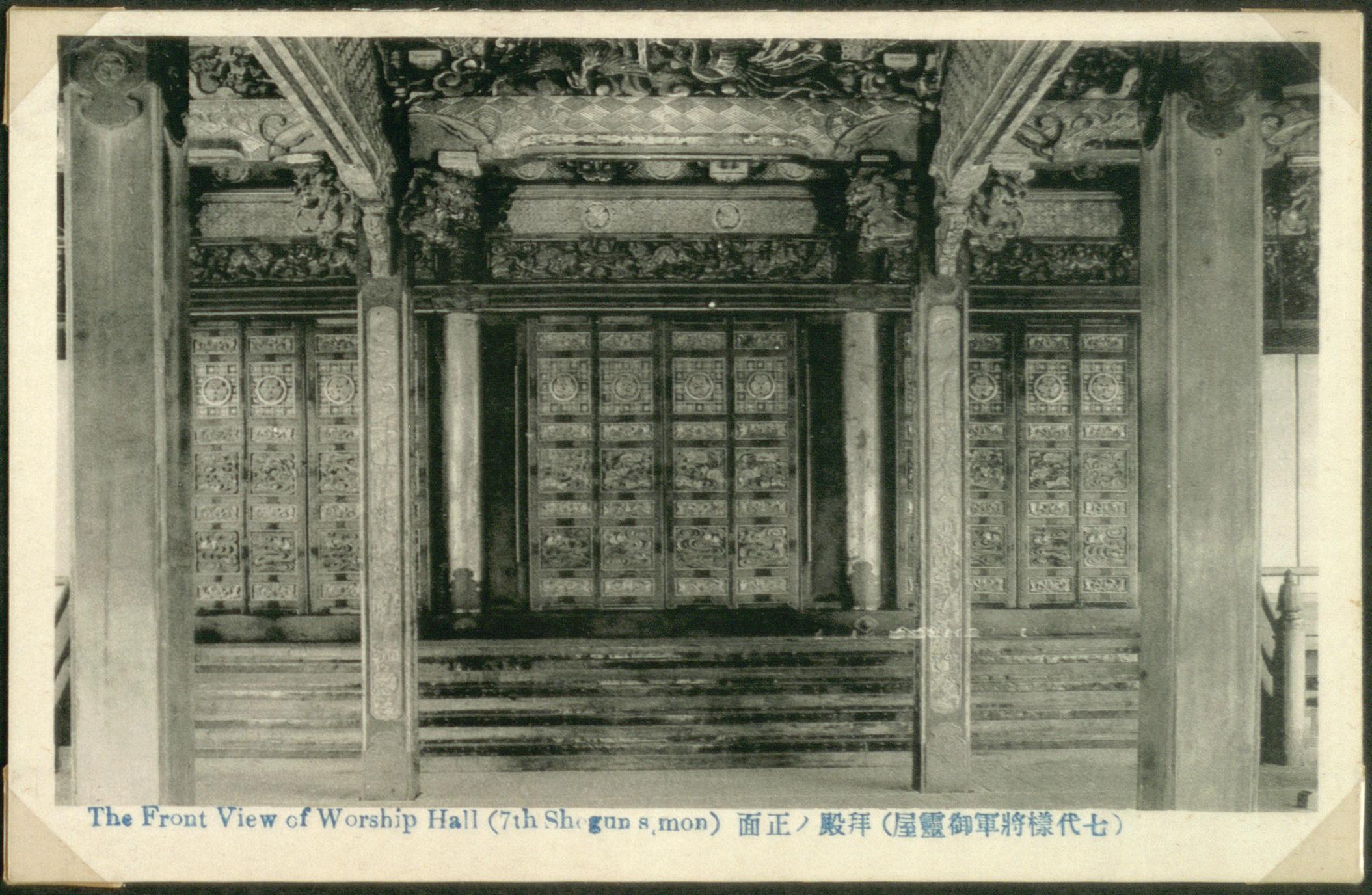
拝殿（焼失）

有章院霊廟（ゆうしょういんれいびょう）は、江戸幕府7代将軍徳川家継の霊廟建築。芝増上寺（東京都港区芝公園）に造営された。建物は豪華な彩色や彫刻で飾られていたが、1945年、太平洋戦争の空襲で大部分が焼失した。

## 概要
江戸幕府第7代将軍・徳川家継は、正徳6年（1716年）4月30日に死去。霊廟は増上寺境内北側に設けられた。霊廟の造営は翌享保2年（1717年）に完成している。霊廟は1930年5月23日、当時の国宝保存法に基づき国宝（現行法の「重要文化財」に相当）に指定された。1945年、太平洋戦争の空襲で大部分の建物が焼失。家継の墓所は1958年に発掘調査が行われた後、改葬されており、現在は増上寺安国殿裏の徳川家墓所に墓塔が建てられている。

## 建造物
以下の建造物が国宝保存法に基づく国宝（現行法の「重要文化財」に相当）に指定されていた。
建造物は1930年5月23日指定。附（つけたり）指定の銅鐘と銅燈籠は1942年12月22日追加指定。
- 有章院（徳川家継）霊廟
  - 本殿・相之間・拝殿（1棟）
  - 中門及び前廊（1棟）
  - 左右廊 2棟
  - 渡廊
  - 内透塀
  - 仕切門
  - 鐘楼 附:銅鐘
  - 井戸屋形
  - 水盤舎
  - 勅額門
  - 外透塀 2棟
  - 二天門
  - 奥院宝塔（石造）石柵付
  - 奥院中門
  - 奥院波板塀
  - 奥院拝殿
  - 奥院唐門及び前廊（1棟）
  - 奥院透塀 2棟
  - 附:銅燈籠12基

- 附 惇信院（徳川家重）宝塔
  - 宝塔（石造）石柵付
  - 中門
  - 波板塀
  - 拝殿
  - 唐門及び前廊
  - 透塀 2棟
  - 附:銅燈籠6基

有章院霊廟は増上寺本堂北側の北御霊屋の北半部を占め、東を正面として営まれていた。所在地は現在の港区芝公園、東京プリンスホテルの敷地にあたる。霊廟建物群の配置はおおよそ次のようであった（太字の建物は旧国宝）。霊廟の入口には二天門、これをくぐると左前方に勅額門があり、勅額門の左右に外透塀がある。勅額門をくぐり参道を進むと、右に鐘楼、左に水盤舎、その斜め後方に井戸屋形があった。参道を進んだ正面には中門及び前廊、その左右に左右廊があり、左右廊から発する内透塀が御霊屋を囲む。御霊屋は本殿・相之間・拝殿を一体とした権現造である。相之間の右方（北）に渡廊が接続し、本殿背後には奥院（墓所）への入口である仕切門がある。奥院は2区画に分かれ、左（南）の区画に有章院、右の区画に惇信院の宝塔（墓塔）がある。奥院の各区画は唐門及び前廊、透塀、拝殿、中門、波板塀、宝塔から構成される。
徳川将軍のうち、4代家綱と5代綱吉の霊廟は上野寛永寺に、2代秀忠、6代家宣および7代家継の霊廟は増上寺に営まれたが、「享保の改革」を行った8代将軍吉宗は御霊屋の建立を禁止した。このため、吉宗以後の将軍の霊は既存の霊廟に合祀されるようになり、奥院の宝塔のみが新設されるようになった。なお、9代家重、12代家慶、14代家茂の宝塔は増上寺、8代吉宗、10代家治、11代家斉、13代家定の宝塔は寛永寺にあり、15代慶喜の墓は谷中霊園に隣接する寛永寺徳川家墓所にある。

## 戦災被害とその後の変遷

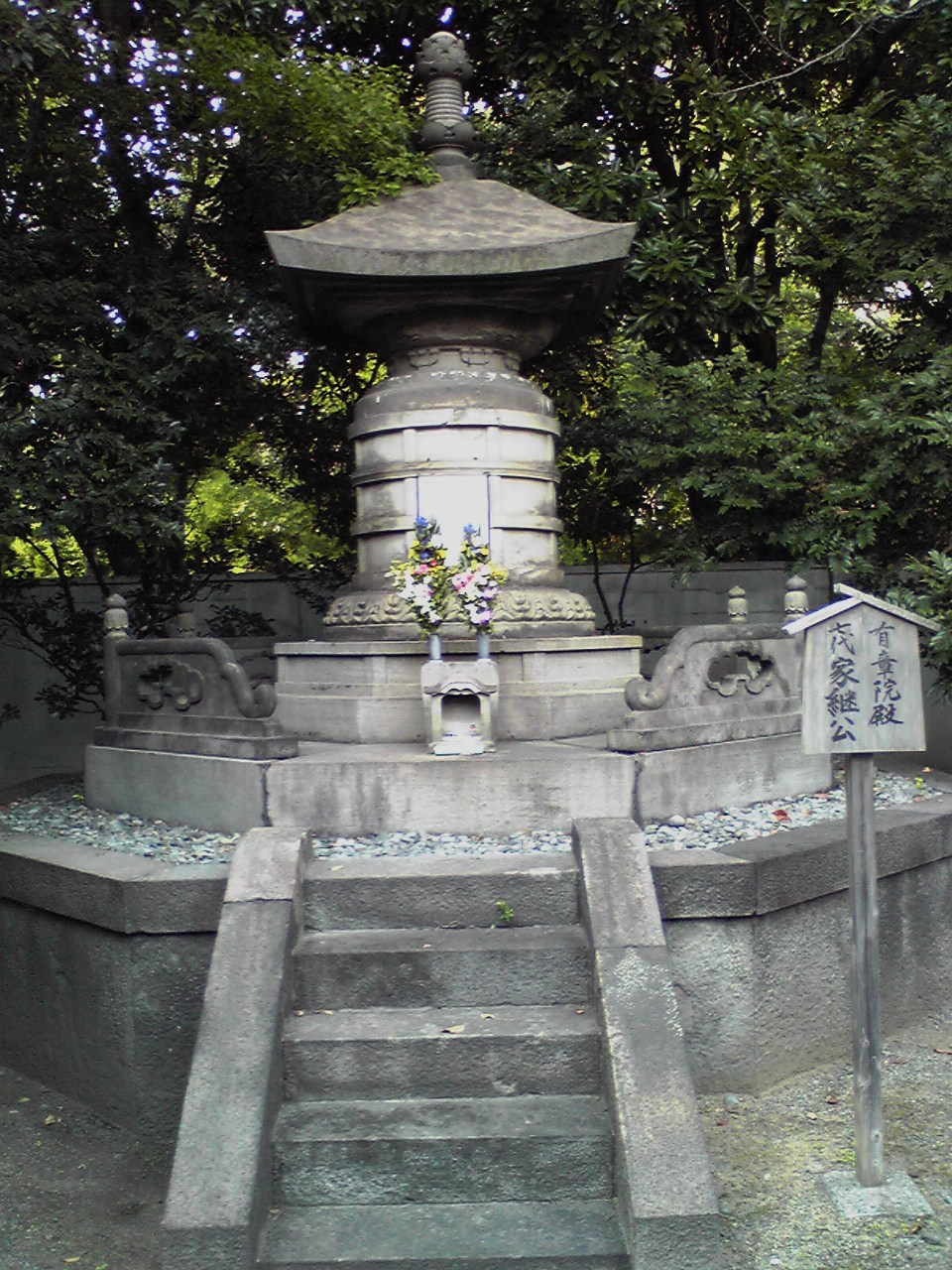
有章院宝塔（現存）

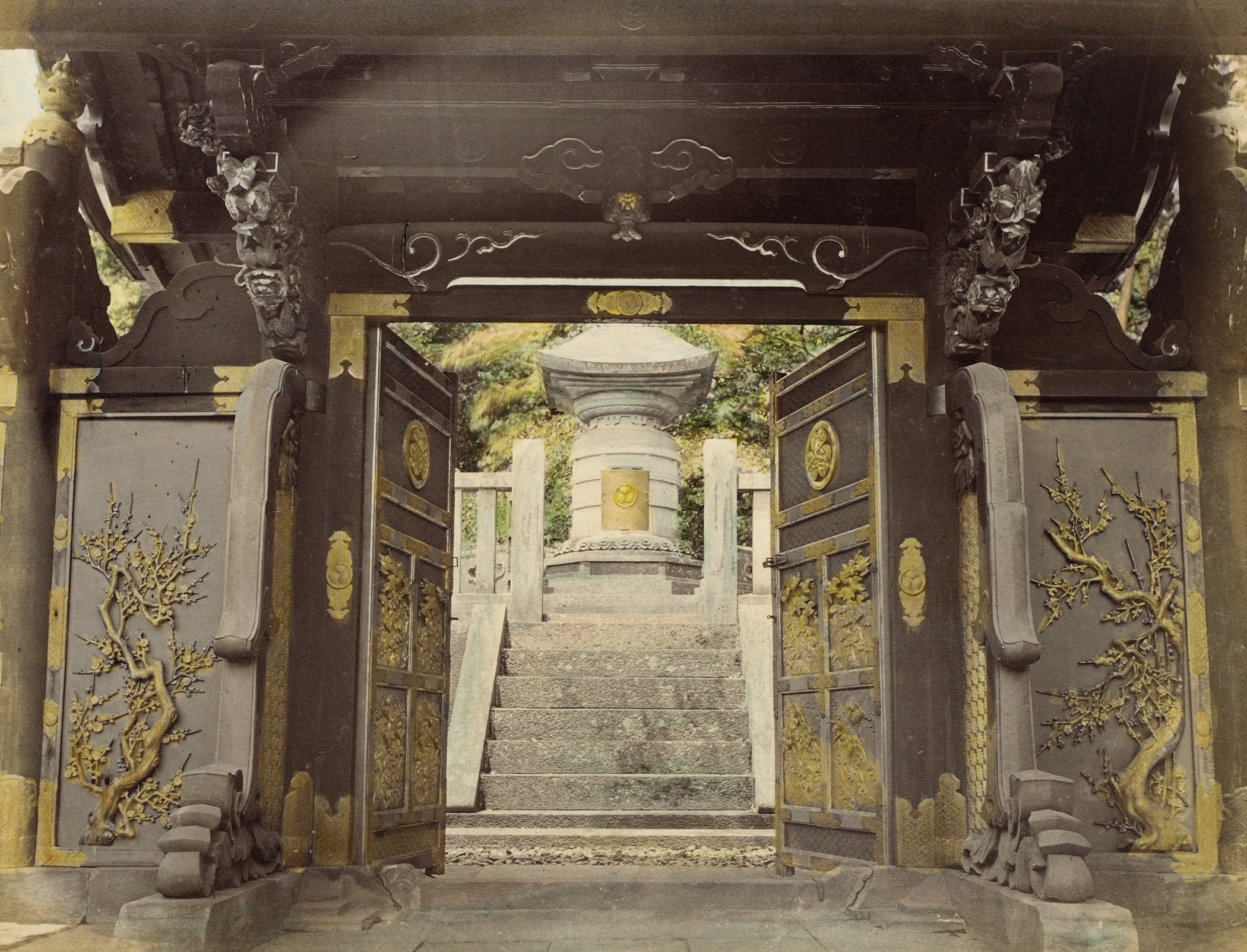
惇信院奥院中門（焼失）

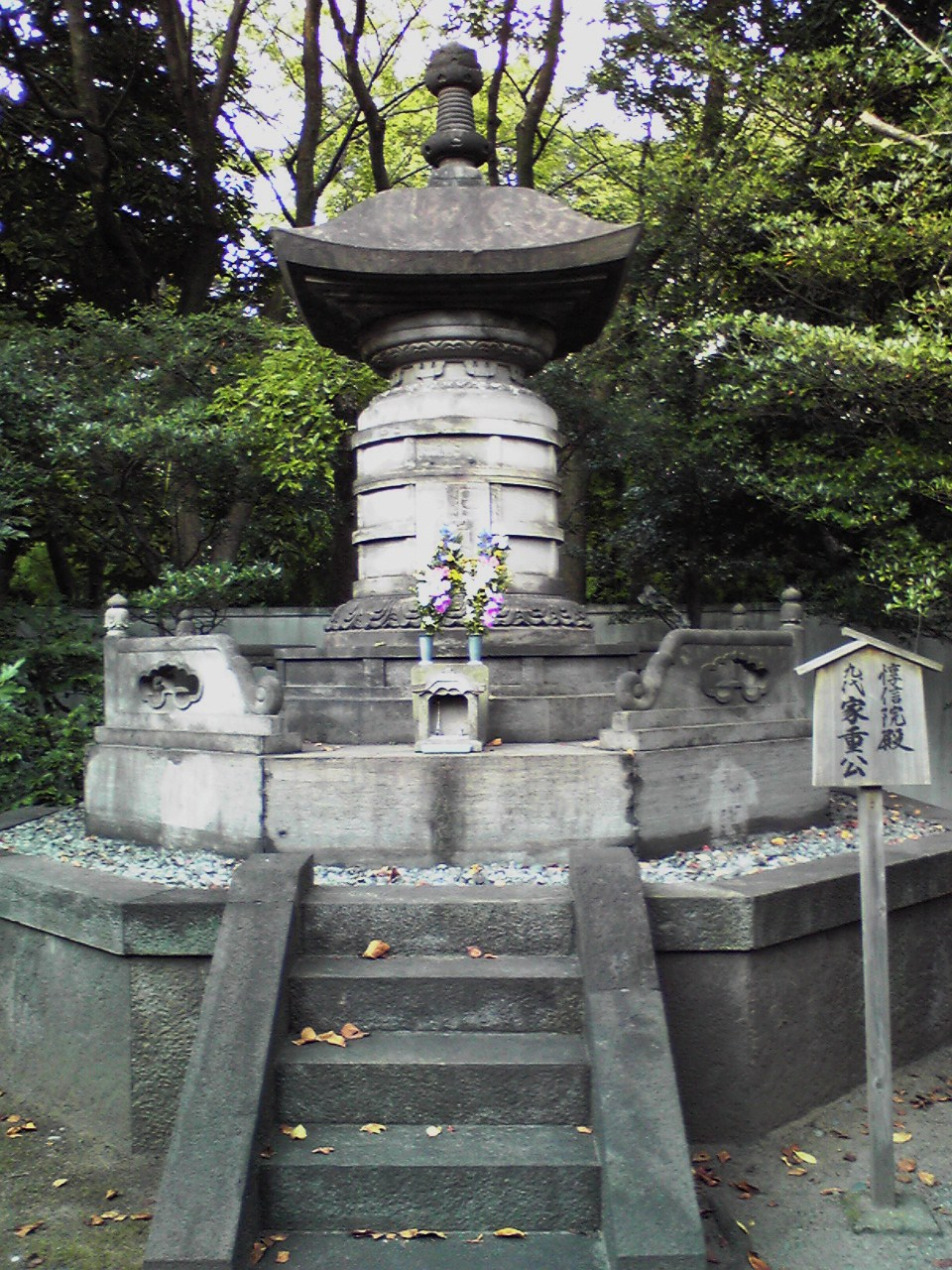
惇信院宝塔（現存）

霊廟は1945年3月10日および同年5月25日に空襲に遭い、旧国宝指定物件の21棟のうち、二天門と奥院宝塔を除く19棟、附指定の7棟のうち宝塔を除く6棟、附指定の銅鐘、附指定の銅燈籠12基のうち8基、惇信院宝塔の附指定の銅燈籠6基のうち2基が焼失した。これら焼失物件は、1949年10月13日の官報告示で正式に指定解除された。
焼け残った二天門及び奥院宝塔、並びに附指定の惇信院宝塔及び銅燈籠8基は1950年の文化財保護法施行後は重要文化財となった。
戦災焼失をまぬがれた銅燈籠8基は原位置から移動したため、1957年7月24日付けで重要文化財の指定を解除された。同じく戦災焼失をまぬがれた奥院宝塔と、附指定の惇信院宝塔は、墓地の改葬に伴い、1958年5月14日付けで重要文化財の指定を解除された。以上により、有章院霊廟関係の重要文化財で指定解除されていないのは二天門のみとなった。
徳川家霊廟に埋葬されていた徳川将軍、夫人、側室らの遺骨は1958年に学術調査が実施された後、桐ケ谷斎場で荼毘に付され、増上寺安国殿裏の増上寺御霊屋（徳川将軍家墓所）に改葬された。
増上寺安国殿裏の増上寺御霊屋（徳川将軍家墓所）には、有章院宝塔、惇信院宝塔を含む旧重要文化財の宝塔8基（下記）が移設されている。また、旧文昭院霊廟奥院中門（銅製、旧重要文化財）が同墓所入口の門として転用されている。
- 増上寺御霊屋に移設された宝塔
  - 崇源院（徳川秀忠夫人）宝塔（石造） - 改葬後は台徳院（秀忠）を合葬する（台徳院宝塔は木造であったため戦災で焼失）
  - 文昭院（徳川家宣）宝塔（銅造） - 改葬後は天英院（家宣夫人）を合葬する
  - 有章院（徳川家継）宝塔（石造）
  - 月光院（徳川家継母）宝塔（石造） - 改葬後は将軍の生母・側室等の合祀塔となっている
  - 惇信院（徳川家重）宝塔（石造）
  - 慎徳院（徳川家慶）宝塔（石造）
  - 昭徳院（徳川家茂）宝塔（石造）
  - 静寛院宮（徳川家茂夫人和宮）宝塔（銅造）